# Philip Dybvig

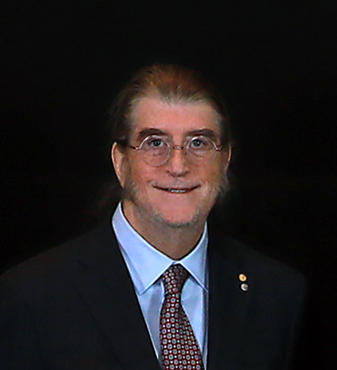
Philip Dybvig, 2022

Philip Hallen Dybvig (* 22. Mai 1955) ist ein US-amerikanischer Wirtschaftswissenschaftler und Hochschullehrer. Im Jahr 2022 wurde ihm gemeinsam mit Ben Bernanke und Douglas W. Diamond der Alfred-Nobel-Gedächtnispreis für Wirtschaftswissenschaften zuerkannt.

## Werdegang, Forschung und Lehre
Dybvig studierte bis 1976 Mathematik und Physik an der Indiana University Bloomington. Nach einem kurzen Aufenthalt an der University of Pennsylvania studierte er ab 1977 Wirtschaftswissenschaft an der Yale University. Dort graduierte er im Dezember 1978 als Master, 1979 schloss er unter Anleitung von Stephen Ross sein Ph.D.-Studium ab. Bis 1981 war er als Assistant Professor an der Princeton University tätig, anschließend kehrte er an die Yale University zurück. Dort stieg er 1984 zum Associate Professor in Finanzwissenschaft auf und wurde im Juli 1986 zum ordentlichen Professor berufen. Nach einer Gastdozentur folgte er 1989 einem Ruf der Washington University in St. Louis. Von 2010 bis 2021 war er Direktor des Institute of Financial Studies an der Southwest University of Finance and Economics in Chengdu.
Dybvigs Arbeits- und Forschungsschwerpunkte liegen im Bereich Finanzwissenschaft und Banken, dabei fokussiert er sich auf Themen rund um Bankenregulierung und Finanzkrisen sowie Corporate Finance. Zusammen mit Douglas W. Diamond entwickelte er das Diamond–Dybvig-Modell für die Beschreibung von Asset–Liability-Mismatches bei Banken aufgrund unterschiedlicher Fristigkeiten und daraus resultierenden Liquiditätsproblemen in Folge von Bank runs, das in der Bankenregulierung eine zentrale Rolle spielt.
Zwischen 1986 und 1988 wurde Dybvig mit einem Sloan Research Fellowship unterstützt, seit 2014 ist er Fellow der Finance Theory Group. 2002/03 war er Präsident der Western Finance Association. Zudem hatte er verschiedene Herausgeberrollen für diverse Periodika inne, so war er zeitweise Herausgeber von Review of Financial Studies sowie Mitherausgeber des Journal of Economic Theory, des Journal of Finance, des Journal of Applied Finance und von Finance and Stochastics.
Im Oktober 2022 wurde Dybvig gemeinsam mit Diamond und Ben Bernanke der Alfred-Nobel-Gedächtnispreis für Wirtschaftswissenschaften zuerkannt, gemeinhin auch als „Wirtschaftsnobelpreis“ bekannt. Seine beiden US-amerikanischen Kollegen und er erhielten die Auszeichnung für ihre Forschung zu Banken und Finanzkrisen Anfang der 1980er Jahre. Douglas Diamond erhielt den Preis mit Philip Dybvig und Ben Bernanke für die Klärung der Rolle von Banken in der Wirtschaft und wie diese Rolle sie in Finanzkrisen angreifbar macht. Nach Diamond und Dybvig liefern Banken die optimale Lösung für eine Grundaufgabe von Banken, die Anlegergelder in Investments umzulenken, wobei es zwei Grundkonflikte gibt: Anleger wollen manchmal kurzfristig an ihr Geld und Kreditnehmer sind auf langfristige Sicherheit bedacht. Banken bilden ein Polster, indem sie Gelder von vielen Anlegern nehmen, das macht sie aber auch anfällig für Gerüchte eines bevorstehenden Kollaps und eines „runs“ der Anleger auf ihr Geld, was zu einer selbsterfüllenden Prophezeiung und zum Kollaps der Bank führen kann. Das wiederum kann durch Absicherung der Banken durch den Staat verhindert werden.
Im Dezember 2022 wurde bekannt, dass mehrere ehemalige Studentinnen ihn beschuldigen, sie sexuell belästigt zu haben. Er bestreitet die Vorwürfe.

## Schriften (Auswahl)
- P. H. Dybvig, J. E. Ingersoll: Mean-variance theory in complete markets, Journal of Business, 1982, S. 233–251
- D. W. Diamond, P. H. Dybvig: Bank runs, deposit insurance, and liquidity, Journal of Political Economy, Band 91, 1983, S. 401–419.
- P. H. Dybvig, S. A. Ross: Differential information and performance measurement using a security market line, The Journal of Finance, Band 40, 1985, S. 383–399
- S.J. Brown, P.H. Dybvig: The empirical implications of the Cox, Ingersoll, Ross theory of the term structure of interest rates, The Journal of Finance, Band 41, 1986, S. 617–630
- D. W. Diamond, P. H. Dybvig: Banking theory, deposit insurance, and bank regulation, The Journal of Business, Band 59, 1986, S. 55–68
- P. H. Dybvig, J. F. Zender: Capital structure and dividend irrelevance with asymmetric information, The Review of Financial Studies, Band 4, 1991, S. 201–219
- P. H. Dybvig, S. A. Ross: Arbitrage, in: The New Palgrave Dictionary of Economics, 2008, S. 188–197